# Ernst Ludwig Rathlef
Ernst Ludwig Rathlef (* Dezember 1712 in Schlöben; † 19. April 1768 in Nienburg) war ein deutscher lutherischer Theologe.

## Leben
Ernst Ludwig wurde als Sohn des Amtmanns Friedrich Ernst Rathlef († 1713) und dessen Frau Margarethe Elisabeth (geb. Lohmann) am 13. Dezember 1712 in Schlöben getauft. Nachdem er vermutlich das Gymnasium in Hannover besucht hatte, studierte Rathlef ab 1727 Theologie an der Universität Helmstedt. Nach einiger Lehrtätigkeit wurde er 1741 zweiter Adjunkt des Pastors Uhle in Langenhagen, 1744 Superintendent in Diepholz und 1752 erster Pastor und Superintendent in Nienburg.
Neben seiner pfarramtlichen Tätigkeit war Rathlef auch schriftstellerisch tätig. Er war Mitbearbeiter des dritten Bandes des „Jetztlebenden gelehrten Europa“ von Gabriel Wilhelm Goetten, das er unter dem Titel „Geschichte jetztlebender Gelehrter“ von 1740 bis 1744 in acht Teilen fortsetzte.
In den Jahren 1754 bis 1756 gab er gemeinsam mit J. C. W. Meyer die Wochenschrift „Der Theologe“ heraus, die er 1757/58 unter dem Namen „Der Gottesgelehrte“ und 1759 als „Sonntagsblatt“ fortführte.

## Familie
Rathlef war zwei Mal verheiratet. Seine erste Ehe schloss er am 23. Januar 1742 in der Marktkirche Hannover mit Sophia Rosina Christina Hagemann (~ 25. April 1724 in Bodenburg, † 31. Mai 1753 in Nienburg), der Tochter des Generalsuperintendenten Laurentius Hagemann und dessen erster Frau Anna Maria Welle (* 18. September 1698 in Braunschweig, † 26. Oktober 1740 in Hannover) Seine zweite Ehe schloss er am 15. Oktober 1755 mit Anna Concordia Neuburg * 12. September 1736 in Nienburg, die Tochter eines Nienburger Oberkommissars. Aus den Ehen stammen Kinder. Von diesen kennt man:
1. Sohn Ernst Lorenz Michael Rathlef, (* 2. Januar 1743 in Langenhagen; † 14. Januar 1791 in Nordholz), Amtschreiber Nordholz
2. Sohn Friedrich Ludwig Rathlef, (* 15. Mai 1744 in Langenhagen; begraben am 23. Oktober 1744 in Diepholz)
3. Tochter Anna Sophia Rathlef, (* 3. April 1747 in Diepholz; † 4. Juli 1793 in Verden), verh. Georg Siegfried Hofmeister
4. Tochter Amalia Albertina Rathlef, (* 3. August 1749 in Diepholz; † 27. Mai 1791 in Wennigsen), verh. am 28. Mai 1778 in Springe mit Theodor Rumann
5. Sohn Georg Ludwig Rathlef, (* 6. März 1753 in Nienburg; † 29. November 1814 in Fellin) Rechtsanwalt Fellin, verh. Anna Karoline Catharina Hoffmann, * 1763, † 15. Dezember 1794 in Fellin[4]
6. Tochter Anna Gertrud Rathlef, (* 29. November 1756 in Nienburg), verh. am 29. November 1772 in Nienburg mit Franz Albrecht Andreas Joppert
7. Tochter Ernestine Louise Rathlef, (* 15. Juli 1758 in Nienburg)
8. Sohn Johann Friedrich Ferdinand Rathlef, (* 13. Januar 1761 in Nienburg, † 21. Februar 1763 ebenda)
9. Tochter Lucia Juliana Rathlef, (* 5. Juli 1762 in Nienburg; † 3. März 1814 in Hannover), verh. 10. Juli 1794 mit Conrad Ludolf Wilhelm Niemann
10. Tochter Ernestine Conradine Rathlef, (* 1. Dezember 1764 in Nienburg; † 26. Juni 1768 ebenda)
11. Tochter Anna Wilhelmine Louise Rathlef (* 28. Juli 1767 in Nienburg)

## Schriften (Auswahl)
- Die Uber den unverhofften und gantz Europa Höchst schmertzlichen Tod Ihro Majestät Georg des I. … Königs von Groß-Britannien, Franckreich und Irrland, Churfürst zu Braunschweig und Lüneburg etc. etc. etc. Geschöpffte Betrübniß (Helmstädt 1727)
- Gedancken von der Lästerung des heiligen Geistes, Wolffenbüttel: Johann Christoph Meißner 17352 [1733]
- Epistola, Maccabaeos, Sacrorvm Antiqvi Foederis Librorvm Exvles, Sistens, Qva Viro Nobilisimo Et Antiqvis Litteris Excellentissimo, Ivlio Carolo Schlaegero, Philosophiae Et Liberalivm Artivm Doctori, Nvper Graecae Et Orientalivm Lingvarvm Professori Helmstadii Facto, Hos Ipsos Honores Gratvlatvr Ernestvs Lvdovicvs Rathleff (Helmstadii 1737)
- Betrachtungen über unterschiedene Wahrheiten der geistlichen Wissenschaften. Inhalt. 1. Daß die Wunder der vierten hundert Jahre verdächtig; 2. Von der Nothwendigkeit der Weissagungen von Christo, in einem Schreiben an den Herrn Verfasser der Wertheimer fünf Bücher Mosis, Wolffenbüttel 1737.
- Akridotheologie oder historische und theologische Betrachtunger über die Heuschrekken, Hannover: Johann Christoph Richter 1748, part 2: 1750.
- Der Theologe 1754–1756.
- Der Gottesgelehre 1757–1758
- Geschichte der Grafschaften Hoya und Diepholz (3 Teile, 1766–67)